# داني وارد (لاعب كرة قدم ويلزي)
دانييل وارد (بالإنجليزية: Daniel Ward)‏ المعروف بداني وارد  مواليد 22 يونيو 1993 في ويلز، هو لاعب كرة قدم ويلزي. يلعب ك‍حارس مرمى. مثّل منتخب ويلز لكرة القدم.

## المسيرة الاحترافية

### أندية لعب لها
- نادي ليفربول

## روابط خارجية
- داني وارد على موقع الاتحاد الدولي (مؤرشف)  (الإنجليزية)
- داني وارد على موقع الاتحاد الأوربي (الإنجليزية)
- داني وارد على موقع قاعدة بيانات كرة القدم.إي يو (الإنجليزية)
- داني وارد على موقع ناشيونال فوتبول تيمز (الإنجليزية)
- داني وارد على موقع Soccerbase.com (لاعب) (الإنجليزية)
- داني وارد على موقع Soccerway.com (الإنجليزية)
- داني وارد على موقع عالم كرة القدم.نت (الإنجليزية)
- داني وارد على موقع AS.com (الإسبانية)